# Ruggero Deodato

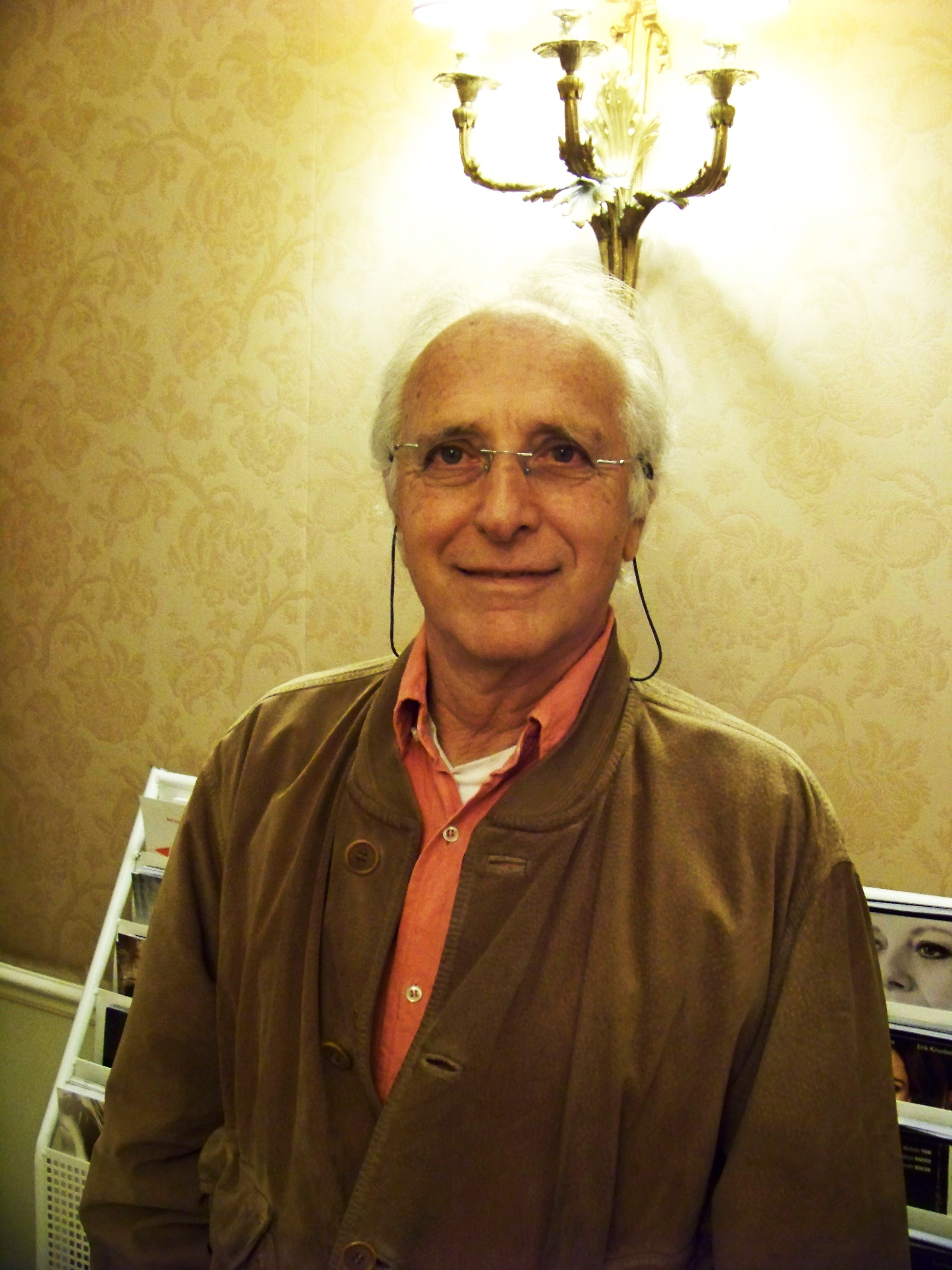
Ruggero Deodato (2008)

Ruggero Deodato (* 7. Mai 1939 in Potenza, Basilicata; † 29. Dezember 2022 in Rom) war ein italienischer Filmregisseur, Schauspieler und Drehbuchautor, der für seine umstrittenen Filme bekannt ist.

## Leben und Werk
Deodato begann seine Karriere als Regie-Assistent von Roberto Rossellini, arbeitete später für Antonio Margheriti, Corrado Genovese und Sergio Corbucci. Für Margheriti inszenierte er seinen ersten Film, bei dem er aus Werbegründen allerdings nicht genannt wurde. Bis 1969 inszenierte er einige Abenteuerfilme und wechselte dann für einige Jahre zum Fernsehen.
International bekannt wurde Deodato mit der zweiten Phase seiner Kinokarriere. Ab 1975 inszenierte er einige wegen ihrer Brutalität kontrovers diskutierten Filme, darunter Cannibal Holocaust. Ab Mitte der 1980er Jahre arbeitete Deodato wieder verstärkt für das Fernsehen.
Deodato wirkte als Gastschauspieler in der Cameo-Rolle eines geisteskranken Kannibalen in Hostel 2 mit. 2016 drehte er mit Ballad in Blood nach langer Zeit wieder einen Horrorfilm.

## Filmografie

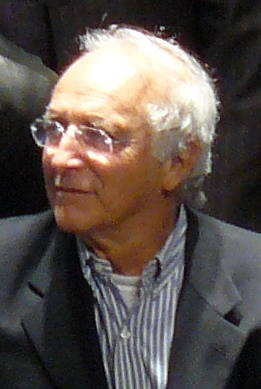
Ruggero Deodato (2008)

### Regie
- 1964: Ursus und die Sklavin des Teufels (Ursus il terrore dei Kirghisi)
- 1969: Die Jungfrau mit der scharfen Klinge (Zenabel)
- 1969: I quattro del Pater Noster
- 1976: Eiskalte Typen auf heißen Öfen (Uomini si nasce poliziotti si muore)
- 1977: Mondo Cannibale, 2. Teil – Der Vogelmensch (Ultimo mondo cannibale)
- 1979: Das Concorde Inferno (Concorde affaire 79)
- 1980: Nackt und zerfleischt (Cannibal Holocaust)
- 1980: Der Schlitzer (La casa sperduta nel parco)
- 1983: Atlantis Inferno (I predatori di Atlantide)
- 1985: Cut and Run (Inferno in diretta)
- 1986: Flash Fighter (Per un pugno di diamanti)
- 1987: Die Barbaren (The Barbarians)
- 1987: Body Count (Camping del terrore)
- 1988: Off Balance – Der Tod wartet in Venedig (Un delitto poco comune)
- 1988: Dial: Help (Minaccia d’amore)
- 1993: SEX-trem (Vortice mortale)
- 1996: Zwei Engel mit Vier Fäusten (Noi siamo angeli) (Fernsehserie, 6 Filme)
- 1997–1999: Unter der Sonne Afrikas (Sotto il cielo dell’Africa) (Fernsehserie, 12 Filme)
- 2001: Padre Speranza – Mit Gottes Segen (Padre Speranza) (Fernsehfilm)
- 2016: Ballad in Blood
- 2019: Deathcember (Segment „Casetta sperduta in Campagna“)

### Drehbuch
- 1968: Fenomenal und der Schatz von Tutanchamun
- 1969: Die Jungfrau mit der scharfen Klinge
- 1978: Last Feelings
- 1988: Dial: Help
- 1996: 2 Engel mit 4 Fäusten (6 Folgen)
- 2001: Padre Speranza – Mit Gottes Segen
- 2016: Ballad in Blood
- 2019: Deathcember – 24 Doors to Hell

### Darsteller
- 2007: Hostel 2 (Hostel: Part 2)
- 2008: Dead Bones
- 2013: H.P. Lovecrafts Two Left Arms
- 2013: Chimères
- 2014: Phantasmagoria
- 2017: Macho Man 2
- 2017: Lilith’s Hell

### Dokumentationen
- 2009: Macabre: The Golden Age of Italian Exploitation
- 2012: From Romero to Rome: The Rise and Fall of the Italian Zombie Movie
- 2015: Eaten Alive! The Rise and Fall of the Italian Cannibal Film
- 2019: Deodato Holocaust
- 2021: Django & Django